# Abaszállás
Abaszállás (1899-ig Aba-Lehota, szlovákul Lehota) község Szlovákiában, a Nyitrai kerület Nyitrai járásában. Huszármajor (szlovákul Krvavé Šenky) és Polányiudvar (szlovákul Dvor Polányi) tartozik hozzá.

## Fekvése
Nyitrától 7 km-re, a Nyitra-Pozsony országút mellett.

## Története
A falu 1303-ban a soltészjog alapján keletkezhetett erdőirtással, a Hont-Pázmány nembeli Aba birtokán. A falu első bírája a soltész volt, az általa betelepítettek pedig 10 évre adómentességet kaptak. 1437-ben az Ocskay család szerezte meg. 1456-ban a galgóci uradalom részeként Lehotka néven említik először. Később Újlak, majd Aba-Lehota volt a neve, a korabeli oklevelek szerint. 1575-ben birtokosa Elefánti Mihály írnokának adta. 1618-ban megtámadta és elpusztította a török. 1688-ban Széchényi György esztergomi érsek a nyitrai egyháznak adta. 1694-ben Uzovics János birtoka lett, első kápolnáját is ők építették a 17. század végén. A 18. században különféle népekkel telepítették be, és az Ocskayak csak nagy fáradsággal tudták újra megszerezni egykori birtokukat. 1752-ben 130 család lakta. Temploma 1755-ben épült. 1775-ben Könyök-Lehota néven említik. 1812-ben 630 lakosa volt.
Itt élt 1623-tól az eredetileg Barantal, később "de genere Aba de Barantal" család, mely a Bakó (Pécsi pk. lt. 39.) családon keresztül női ágon az Aba nemzetségtől származtatta magát. Ennek igazolásául a nemesi oklevélhez csatolt 1793. május 1-én kelt Consignatio is szolgált, melyet az udvari Kancellária és Mária Terézia királynő is elfogadott.
Fényes Elek szerint „Lehota (Aba), tót falu, Nyitra vmegyében, a Nyitrától Pozsonyba vivő országutban: 753 kath., 6 zsidó lak. Földei dombosok, de meglehetős termékenyek; erdeje, szőlőhegye van, rétjei kétszer kaszálhatók; gyümölcse sok. F. u. örökös jus szerint az Ócskay familia, de most Kvassay nemzetség birja. Ut. posta Nyitra 1 mfld.”
Nyitra vármegye monográfiájában „Aba-Lehota kisközség, a Nyitravölgyben fekszik. Lakosainak száma 943. Anyanyelvük tót, vallásuk r. kath. Postája van, távirója és vasúti állomása Nyitra. 1453-ban mint a galgóczi vár tartozéka „Lehotka” név alatt szerepel. Temploma, melynek kegyura az Uzovits-család, 1755-ben épült. Az ottani „Szent kutacska”, melyhez a hivők Szűz Mária megjelenését fűzik, 1873 óta bucsujáró hely. Földesura az Ocskay-család volt.”
Az eredeti Aba-Lehota nevet az utótag lefordításával magyarosították a 20. század elején. 1920 előtt Nyitra vármegye Nyitrai járásához tartozott.

## Népessége
| Év:            | 1994. | 2004.   | 2014.    | 2024.   |
| -------------- | ----- | ------- | -------- | ------- |
| Emberek száma: | 1819  | 1803    | 2233     | 2428    |
| Eltérés:       |       | -0,87 % | +23,84 % | +8,73 % |

| Év:            | 2023. | 2024.   |
| -------------- | ----- | ------- |
| Emberek száma: | 2416  | 2428    |
| Eltérés:       |       | +0,49 % |

1880-ban 809 lakosából 755 szlovák, 14 magyar, 13 német anyanyelvű és 27 csecsemő volt.
1890-ben 943 lakosából 906 szlovák és 15 magyar anyanyelvű volt.
1900-ban 1070 lakosából 992 szlovák és 50 magyar anyanyelvű volt.
1910-ben 1160 lakosából 1102 szlovák, 39 magyar és 19 német anyanyelvű volt.
1919-ben 121 házában, 1183 lakosából 1148 csehszlovák, 28 magyar és 7 német volt.
1921-ben 1225 lakosából 9 magyar és 1195 csehszlovák volt.
1930-ban 1498 lakosából 2 magyar és 1491 csehszlovák volt.
1991-ben 1869 lakosából 2 magyar és 1854 szlovák volt.
2001-ben 1819 lakosából 1799 szlovák és 4 magyar volt.
2011-ben 2090 lakosából 1946 szlovák, 9 magyar, 6 cseh és 122 ismeretlen nemzetiségű volt.
2021-ben 2382 lakosából 5 magyar, 1 ruszin, 2250 szlovák, 20 egyéb és 106 ismeretlen nemzetiségű volt.

## Neves személyek
- Itt született Barantali Aba István levéltárnok, királyi küldött (1730-1801), aki előbb birodalmi (1779), majd egyházi (1786), később (1794) magyar nemességet szerzett.
- Itt született 1952-ben Milan Šášik a Munkácsi görögkatolikus egyházmegye püspöke.

## Nevezetességei

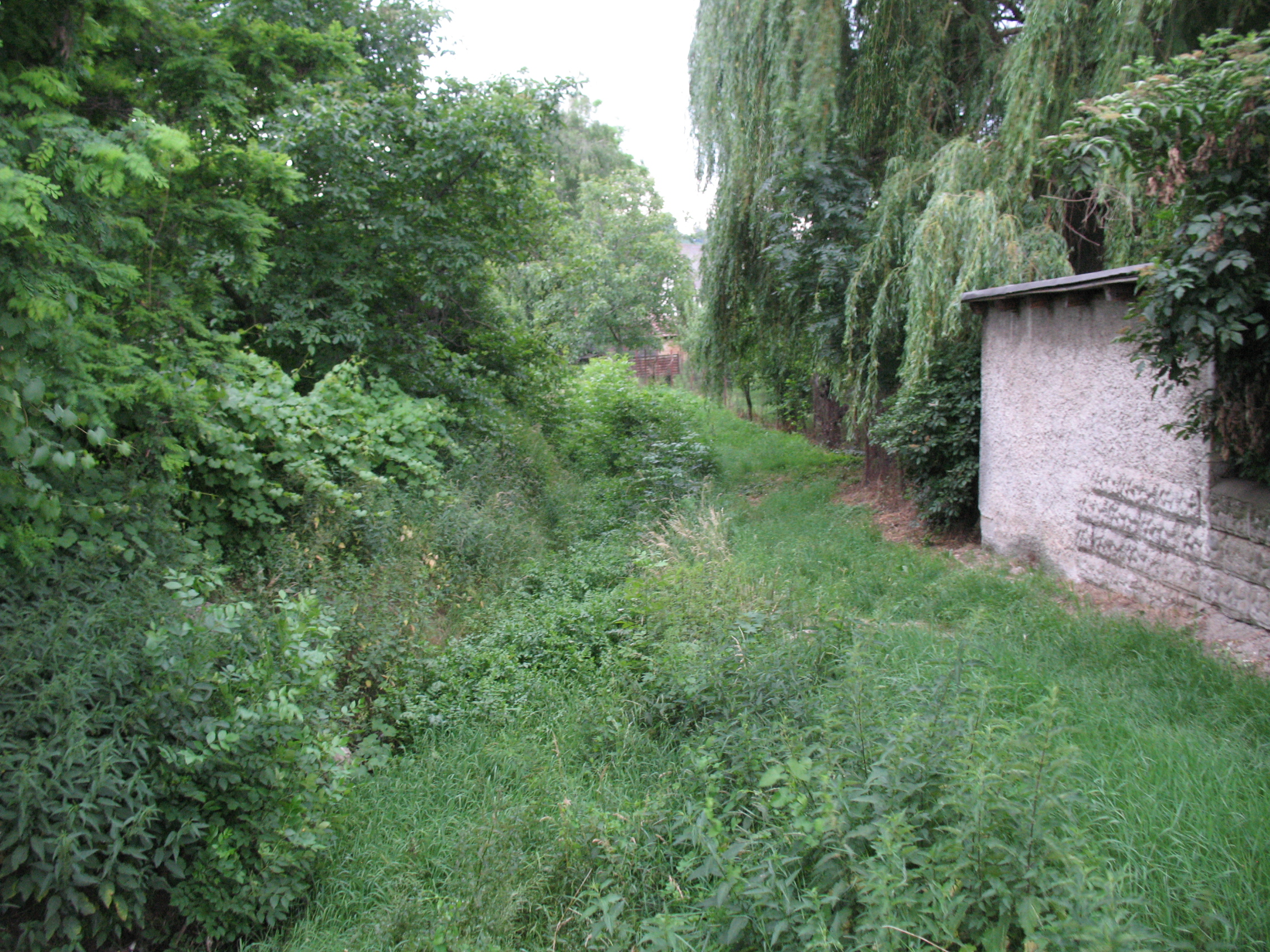
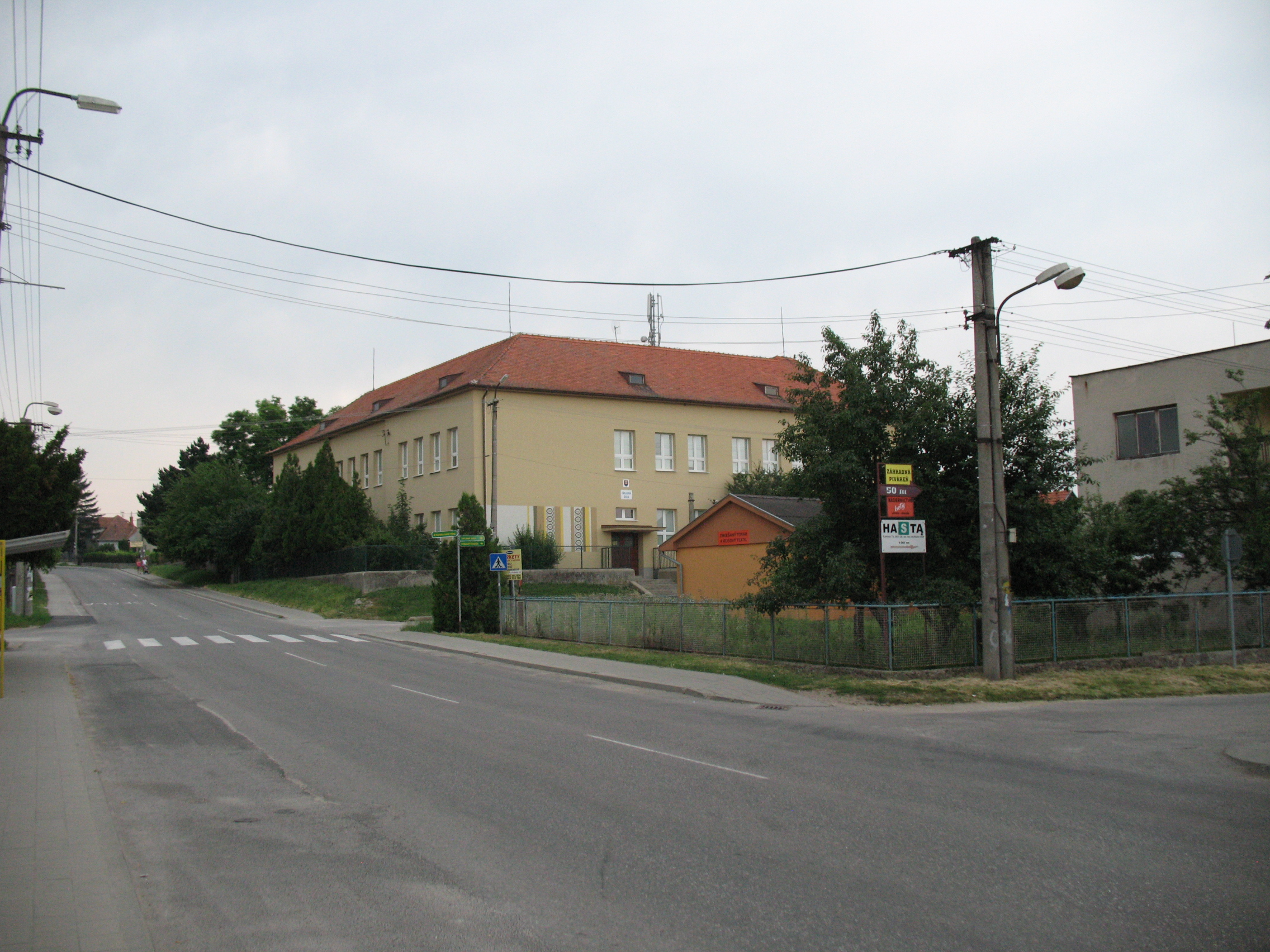
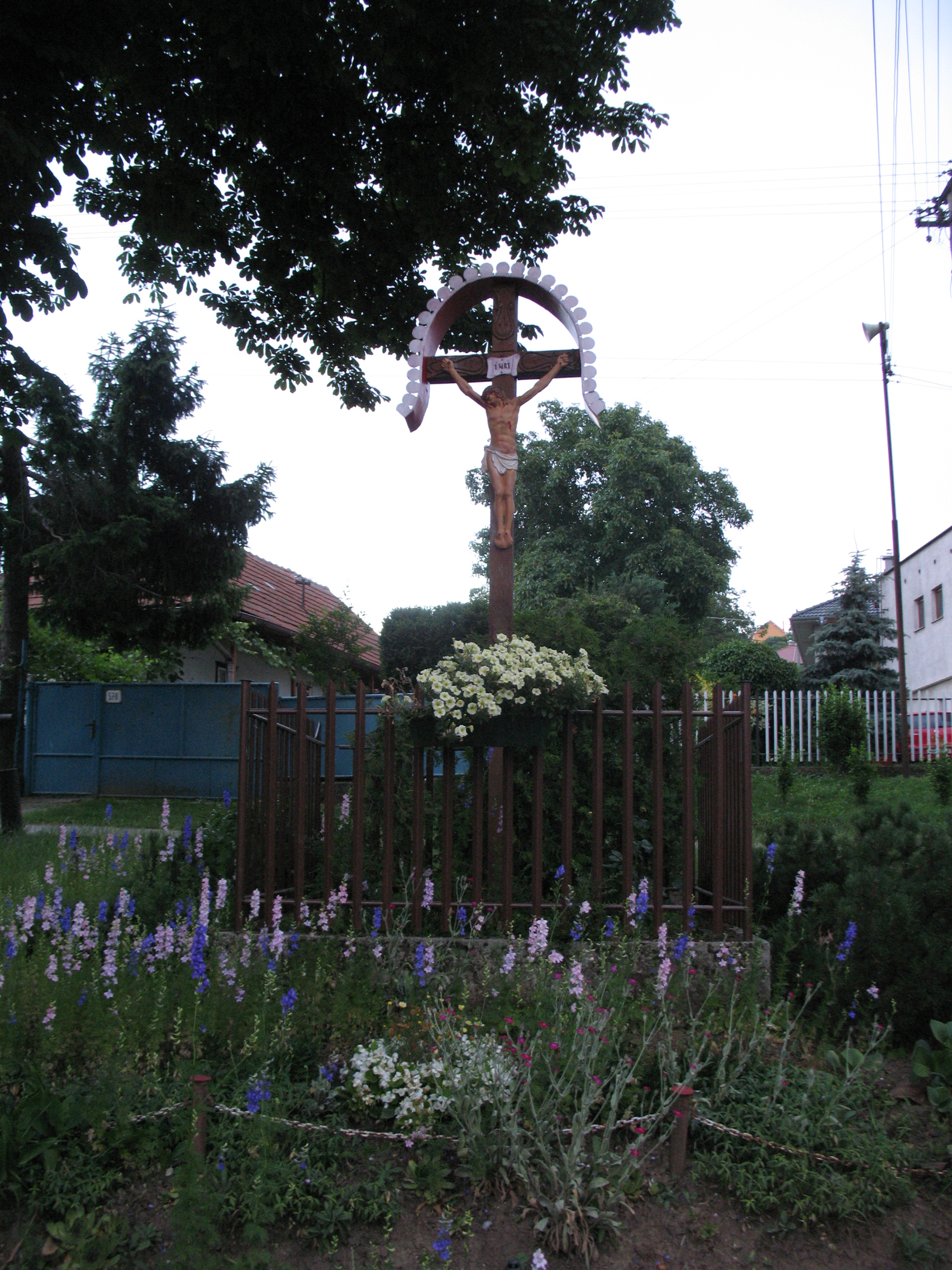

- Szent Anna tiszteletére szentelt római katolikus temploma 1755-ben épült.
- Az út melletti Szűz Mária-kápolna 16. századi.